# Kabinet-Yoshida IV
Het kabinet–Yoshida IV (Japans: 第4次吉田内閣) was de regering van het Keizerrijk Japan van 30 oktober 1952 tot 20 mei 1953.

## Kabinet–Yoshida IV (1952–1953)
| Ambtsbekleder        | Ambtsbekleder     | Ambtsbekleder                              | Functie                                    | Ambtstermijn     | Ambtstermijn      | Partij |
| -------------------- | ----------------- | ------------------------------------------ | ------------------------------------------ | ---------------- | ----------------- | ------ |
|                      | Shigeru Yoshida   | Shigeru Yoshida 吉田茂 (1878–1967)         | Premier                                    | 15 oktober 1948  | 10 december 1954  | DLP    |
|                      | Taketora Ogata    | Taketora Ogata 緒方竹虎 (1888–1956)        | Vicepremier                                | 28 november 1952 | 10 december 1954  | DLP    |
| Secretaris- generaal | Taketora Ogata    | Taketora Ogata 緒方竹虎 (1888–1956)        | 30 oktober 1952                            | 24 maart 1953    |                   | DLP    |
| Secretaris- generaal |                   | Kenji Fukunaga                             | Kenji Fukunaga 福永健司 (1910–1988)        | 24 maart 1953    | 10 december 1954  | DLP    |
|                      | Katsuo Okazaki    | Katsuo Okazaki 岡崎勝男 (1897–1965)        | Minister van Buitenlandse Zaken            | 30 oktober 1952  | 10 december 1954  | DLP    |
|                      | Mukai Tadaharu    | Mukai Tadaharu 向井忠晴 (1885–1982)        | Minister van Financiën                     | 30 oktober 1952  | 20 mei 1953       | O      |
|                      | Takeru Inukai     | Takeru Inukai 犬養健 (1896–1960)           | Minister van Justitie                      | 30 oktober 1952  | 22 april 1954     | DLP    |
|                      | Hayato Ikeda      | Hayato Ikeda 池田勇人 (1899–1965)          | Minister van Economische Zaken             | 30 oktober 1952  | 30 november 1952  | DLP    |
|                      | Sankuro Ogasawara | Sankuro Ogasawara 小笠原三九郎 (1885–1967) | Minister van Economische Zaken             | 30 november 1952 | 20 mei 1953       | DLP    |
|                      |                   | Katsumi Yamagata 山縣勝見 (1902–1976)      | Minister van Volksgezondheid en Welzijn    | 30 oktober 1952  | 10 januari 1954 > | DLP    |
|                      | Kuichiro Totsuka  | Kuichiro Totsuka 戸塚九一郎 (1891–1973)    | Minister van Arbeid                        | 30 oktober 1952  | 20 mei 1953       | DLP    |
|                      | Sotaro Takase     | Sotaro Takase 岡野清豪 (1890–1981)         | Minister van Onderwijs                     | 30 oktober 1952  | 20 mei 1953       | DLP    |
|                      | Mitsujiro Ishii   | Mitsujiro Ishii 石井光次郎 (1889–1981)     | Minister van Transport en Infrastructuur   | 30 oktober 1952  | 10 december 1954  | DLP    |
|                      | Eisaku Sato       | Eisaku Sato 佐藤榮作 (1901–1975)           | Minister van Bouw en Constructie           | 30 oktober 1952  | 10 februari 1953  | DLP    |
|                      | Kuichiro Totsuka  | Kuichiro Totsuka 戸塚九一郎 (1891–1973)    | Minister van Bouw en Constructie           | 10 februari 1953 | 16 juni 1954      | DLP    |
|                      | Sankuro Ogasawara | Sankuro Ogasawara 小笠原三九郎 (1885–1967) | Minister van Landbouw, Bosbouw en Visserij | 30 oktober 1952  | 30 november 1952  | DLP    |
|                      | Hirokawa Kouzen   | Hirokawa Kouzen 広川弘禅 (1902–1967)       | Minister van Landbouw, Bosbouw en Visserij | 30 november 1952 | 3 maart 1953      | DLP    |
|                      | Ichimin Tago      | Ichimin Tago 田子一民 (1881–1963)          | Minister van Landbouw, Bosbouw en Visserij | 3 maart 1953     | 20 mei 1953       | DLP    |
|                      | Sotaro Takase     | Sotaro Takase 高瀬荘太郎 (1892–1965)       | Minister van Communicatie en Post          | 30 oktober 1952  | 20 mei 1953       | DLP    |

Yoshida I ·
Katayama ·
Ashida ·
Yoshida II ·
Yoshida III ·
Yoshida IV ·
Yoshida V ·
I. Hatoyama I ·
I. Hatoyama II ·
I. Hatoyama III ·
Ishibashi ·
Kishi I ·
Kishi II ·
Ikeda I ·
Ikeda II ·
Ikeda III ·
Sato I ·
Sato II ·
Sato III ·
K. Tanaka I ·
K. Tanaka II ·
Miki ·
T. Fukuda ·
Ohira I ·
Ohira II ·
Suzuki ·
Nakasone I ·
Nakasone II ·
Nakasone III ·
Takeshita ·
Uno ·
Kaifu I ·
Kaifu II ·
Miyazawa ·
Hosokawa ·
Hata ·
Murayama ·
Hashimoto I ·
Hashimoto II ·
Obuchi ·
Mori I ·
Mori II ·
Koizumi I · 
Koizumi II ·
Koizumi III ·
Abe I ·
Y. Fukuda ·
Aso ·
Y. Hatoyama ·
Kan ·
Noda ·
Abe II ·
Abe III ·
Abe IV ·
Suga ·
Kishida I ·
Kishida II